# Список объектов всемирного наследия ЮНЕСКО в Чили
В спи́ске объе́ктов Всеми́рного насле́дия ЮНЕ́СКО в Чили значатся 6 наименований (на 2014 год), это составляет 0,5 % от общего числа (1248 на 2025 год). Все объекты включены в список по культурным критериям.
Кроме этого, по состоянию на 2021 год, 18 объектов на территории государства находятся в числе кандидатов на включение в список всемирного наследия. Первый объект на территории Чили был занесён в список в 1995 году на 19-й сессии Комитета всемирного наследия ЮНЕСКО.

## Список
Объекты расположены в порядке их добавления в список всемирного наследия. Если объекты добавлены одновременно, то есть на одной сессии Комитета всемирного наследия ЮНЕСКО, то объекты располагаются по номерам.
| # | Изображение | Название | Местоположение                                                      | Время создания   | Год внесения в список | №    | Критерии        |
| - | ----------- | --- | ------------------------------------------------------------------- | ---------------- | --------------------- | ---- | --------------- |
| 1 |             | Национальный парк Рапануи (остров Пасхи) исп. Parque Nacional Rapa Nui | Область Вальпараисо, провинция Исла-де-Паскуа                       | 1935             | 1995                  | 715  | i, iii, v       |
| 2 |             | Церкви на островах Чилоэ исп. Iglesias de Chiloé | Область Лос-Лагос, провинция Чилоэ                                  | XVIII — XIX века | 2000                  | 971  | ii, iii         |
| 3 |             | Морской квартал в Вальпараисо исп. Barrio histórico de la ciudad portuaria de Valparaíso | Область Вальпараисо, провинция Вальпараисо                          | XIX век          | 2003                  | 959  | iii             |
| 4 |             | Производства селитры Хамберстон и Санта-Лаура исп. Oficinas salitreras de Humberstone y Santa Laura                                                                                          | Область Тарапака, провинция Икике                                   | 1872             | 2005                  | 1178 | ii, iii, iv     |
| 5 |             | Шахтёрский городок Сьюэлл исп. Ciudad minera de Sewell | Область Либертадор-Хенераль-Бернардо-О’Хиггинс, провинция Качапоаль | 1904             | 2006                  | 1214 | ii              |
| 6 |             | Кхапак-Ньян — дорожная система в Андах исп. Sistema Vial Andino / Qhapaq Ñan | Область Арика-и-Паринакота                                          |                  | 2014                  | 1459 | ii, iii, iv, vi |
| 7 |             | Поселение и искусственная мумификация культуры Чинчорро в регионе Арика и Паринакота исп. Asentamiento y momificación artificial de la cultura chinchorro en la región de Arica y Parinacota | Область Арика-и-Паринакота                                          | —                | 2021                  | 1634 | iii, v          |

### Географическое расположение объектов
| Национальный парк РапануиОбъекты всемирного наследия ЮНЕСКО в Чили | Кхапак-Ньян — дорожная система в Андах Церкви острова Чилоэ Морской квартал в Вальпараисо Производства селитры Хамберстон и Санта-Лаура Шахтёрский городок Сьюэлл Культура Чинчорро Капах-НьанОбъекты всемирного наследия ЮНЕСКО в Чили |

## Предварительный список
В таблице объекты расположены в порядке их добавления в предварительный список.
| #  | Изображение | Название | Местоположение                                        | Время создания  | Год внесения в предварительный список | №    | Критерии           |
| -- | ----------- | --- | ----------------------------------------------------- | --------------- | ------------------------------------- | ---- | ------------------ |
| 1  |             | Национальный парк Архипелаг Хуан-Фернандес Parque Nacional Archipiélago de Juan Fernández                            | Область Вальпараисо                                   | 1935            | 1994                                  | 84   | x                  |
| 2  |             | Национальные парки Торрес-дель-Пайне и Бернардо-О’Хиггинс Parque Nacional Torres del Paine y Bernardo O’Higgins      | Область Магальянес-и-ла-Антарктика-Чилена             | 1959            | 1994                                  | 85   | ?                  |
| 3  |             | Церкви чилийского Альтиплано исп. Iglesias del altiplano chileno                                                     | Область Арика-и-Паринакота                            | XVII — XIX века | 1998                                  | 1187 | ii, iii, v         |
| 4  |             | Бульвар Бакедано исп. Paseo Baquedano                                                                                | Область Тарапака                                      | XIX век         | 1998                                  | 1189 | ii, v              |
| 5  |             | Сан-Педро-де-Атакама San Pedro de Atacama                                                                            | Провинция Асуай                                       | 1450            | 1998                                  | 1191 | ii, iii, v         |
| 6  |             | Айкина и Токонсе исп. Ayquina y Toconce                                                                              | Область Антофагаста                                   | ?               | 1998                                  | 1192 | ii, iii, iv, v, vi |
| 7  |             | Святилище инков на горе Серро-эль-Пломо Santuario inca del Cerro el Plomo                                            | Столичная область                                     | —               | 1998                                  | 1194 | ii, iii, vi        |
| 8  |             | Дворец Ла-Монеда Palacio de La Moneda                                                                                | Столичная область                                     | 1805            | 1998                                  | 1195 | ii, iii, iv, v     |
| 9  |             | Церковь Святого Франциска в Сантьяго Iglesia y convento de San Francisco en Santiago de Chile                        | Столичная область                                     | 1613            | 1998                                  | 1196 | ii, iv             |
| 10 |             | Дома гасиенды Сан-Хосе-дель-Кармен Casas de la Hacienda San José del Carmen                                          | Область Либертадор-Хенераль-Бернардо-О’Хиггинс        | XVII — XIX века | 1998                                  | 1198 | ii, iii, v         |
| 11 |             | Виадук Мальеко исп. Viaducto del Malleco                                                                             | Область Араукания                                     | 1890            | 1198                                  | 1199 | i, iv              |
| 12 |             | Локомотивное депо железнодорожной станции Темуко исп. Depósito de la Locomotora de la estación ferroviaria de Temuco | Область Араукания                                     | 1893            | 1998                                  | 1200 | iv                 |
| 13 |             | Оборонительные сооружения Вальдивии Complejo defensivo de Valdivia                                                   | Область Лос-Риос                                      | XVII век        | 1998                                  | 1202 | i, iii, iv         |
| 14 |             | Наскальная живопись чилийской Патагонии исп. Arte rupestre de la Patagonia chilena                                   | Область Айсен-дель-Хенераль-Карлос-Ибаньес-дель-Кампо | —               | 1998                                  | 1203 | i, ii, iii         |
| 15 |             | Пещеры Фель и Пали Айке Cuevas de Fell y Pali Aike                                                                   | Область Магальянес-и-ла-Антарктика-Чилена             | —               | 1998                                  | 1204 | iii, iv            |
| 16 |             | Археологический памятник Монте Верде исп. Sitio histórico de Monte Verde                                             | Область Лос-Лагос                                     | —               | 2004                                  | 1873 | iii, iv            |
| 17 |             | Горнодобывающий комплекс в городе Лота                                                                               | Область Био-Био                                       | XIX — XX века   | 2021                                  | 6498 | ii, iv             |